# Amphitornus durangus
Amphitornus durangus är en insektsart som beskrevs av Otte, D. 1981. Amphitornus durangus ingår i släktet Amphitornus och familjen gräshoppor. Inga underarter finns listade i Catalogue of Life.